# Aclastus longicauda
Aclastus longicauda là một loài tò vò trong họ Ichneumonidae.